# Ghiacciaio Polarforschung
Il ghiacciaio Polarforschung è un ghiacciaio particolarmente ricco di crepacci situato sulla costa di Ingrid Christensen, nella Terra della Principessa Elisabetta, in Antartide. Il ghiacciaio, il cui punto più alto si trova a circa 100 m s.l.m., fluisce verso nord lungo il lato occidentale dei nunatak Meknattane fino ad andare ad alimentare la piattaforma glaciale Pubblicazioni, a est del ghiacciaio Lambert.

## Storia
Il ghiacciaio Polarforschung fu mappato e battezzato nel 1952 dal geografo americano John H. Roscoe che effettuò un dettagliato studio dell'area basandosi su fotografie aeree scattate durante l'operazione Highjump, 1946-47. Roscoe diede alla formazione il nome di "ghiacciaio Polarforschung", in onore della rivista tedesca Polarforschung, pubblicata dalla Deutsche Gesellschaft für Polarforschung.